# Luis José Vallenilla
Luis José Vallenilla   (Caracas, 13 de març de 1974) és un futbolista veneçolà de la dècada de 2000.
Fou 77 cops internacional amb la selecció de Veneçuela.
Pel que fa a clubs, fou jugador, entre d'altres, de Trujillanos FC, Caracas FC, Mineros de Guayana i Nea Salamina.